# Nayagarh
Nayagarh es una ciudad y comité de área notificada situada en el distrito de Nayagarh en el estado de Odisha (India). Su población es de 17030 habitantes (2011). Se encuentra a 87 km de Bhubaneswar y a 100 km de Cuttack. Es el centro administrativo del distrito.

## Demografía
Según el censo de 2011 la población de Nayagarh era de 17030 habitantes, de los cuales 9000 eran hombres y 8030 eran mujeres. Nayagarh tiene una tasa media de alfabetización del 93,33%, superior a la media estatal del 72,87%: la alfabetización masculina es del 95,69%, y la alfabetización femenina del 90,71%.